# Guktojeongjungang-myeon
Guktojeongjungang-myeon (koreanska: 국토정중앙면)  är en socken i provinsen Gangwon, i den norra delen av Sydkorea, 110 km nordost om huvudstaden Seoul. Den ligger i kommunen Yanggu-gun. Socknen fick sitt nuvarande namn 1 januari 2021, dessförinnan hette den Nam-myeon (남면).